# 国立病院機構西埼玉中央病院

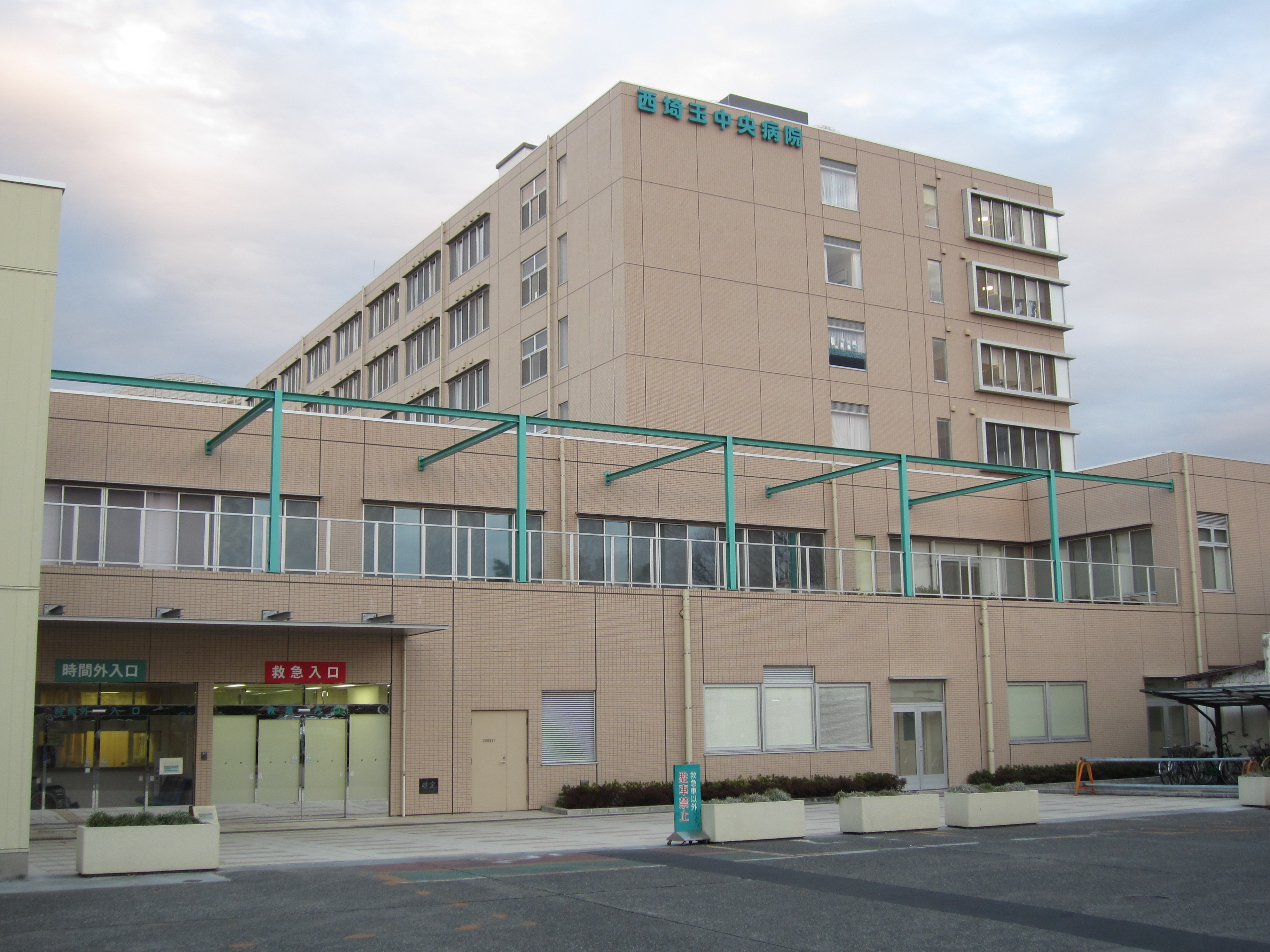
入院棟

独立行政法人国立病院機構西埼玉中央病院（どくりつぎょうせいほうじんこくりつびょういんきこうにしさいたまちゅうおうびょういん）は、埼玉県所沢市にある医療機関。独立行政法人国立病院機構が運営する病院である。旧国立西埼玉中央病院。政策医療分野におけるがん、成育医療、内分泌・代謝性疾患、エイズの専門医療施設であり、地域周産期母子医療センター、エイズ治療拠点病院の指定を受ける。看護学校を併設している。

## 沿革
（国立所沢病院）
- 1935年 - 12月1日、埼玉県入間郡松井村大字上安松の地に所沢衛戍病院として創設
- 1945年 - 12月1日、厚生省へ移管、国立所沢病院発足

（国立豊岡病院）
- 1940年 - 8月1日、入間郡豊岡町に豊岡陸軍病院として創設
- 1944年 - 3月25日、修武台陸軍病院と改称
- 1945年 - 陸軍省から厚生省へ移管、国立豊岡病院発足
- 1947年 - 4月1日、国立療養所に転換、国立療養所豊岡病院となる
- 1954年 - 4月1日、国立豊岡療養所と改称
- 1966年 - 国立病院に転換、国立豊岡病院となる

（国立西埼玉中央病院）
- 1973年 - 国立所沢病院と国立豊岡病院を統合、国立西埼玉中央病院発足
- 2001年 - 厚生省から厚生労働省へ移管
- 2004年 - 独立行政法人化により、独立行政法人国立病院機西埼玉中央病院となる

## 診療科
- 総合診療内科
- 呼吸器内科
- 代謝・内分泌内科
- 消化器内科
- 循環器内科
- 神経内科
- 小児科
- 外科
- 整形外科
- 脳神経外科
- 泌尿器科
- 産婦人科
- 眼科
- 皮膚科
- 耳鼻咽喉科・頭頸部外科
- 放射線科
- 歯科
- 精神科
- リハビリテーション科
- 麻酔科

## 医療機関の指定等
- 保険医療機関
- 救急告示医療機関
- 労災保険指定医療機関
- 指定自立支援医療機関（更生医療・育成医療・精神通院医療）
- 身体障害者福祉法指定医の配置されている医療機関
- 生活保護法指定医療機関
- 戦傷病者特別援護法指定医療機関
- 原子爆弾被爆者一般疾病医療取扱医療機関
- 公害医療機関
- 母体保護法指定医の配置されている医療機関
- 臨床研修指定病院
- エイズ治療拠点病院
- 特定疾患治療研究事業委託医療機関
- 小児慢性特定疾患治療研究事業委託医療機関
- 地域周産期母子医療センター

## 近隣の施設
- 埼玉県立所沢西高等学校
- 所沢西郵便局

## 交通機関
- 西武バス 小手03系統 　西埼玉中央病院バス停（運行は土曜日朝・小手指駅南口方向の1便のみ）
小手指駅南口 ← 西埼玉中央病院 ← 狭山ヶ丘駅 ← JA三ヶ島支店 ← 宮寺西 ← 箱根ケ崎駅
- 西武バス 小手09-1系統　西埼玉中央病院バス停（運行は土休日朝・宮寺西方向の1便のみ）

　　　小手指駅南口 → 誓詞橋 → 西埼玉中央病院 → 所沢ロイヤル病院前 → 芸術総合高校 → 宮寺西
- 西武バス 小手10系統　西埼玉中央病院バス停

　　　小手指駅南口 - 誓詞橋 - 西埼玉中央病院
- 所沢市内循環バス「ところワゴン」若狭ルート　西埼玉中央病院バス停（運行は平日8時台～17時台のみ）

　　　狭山ヶ丘駅西口 → 若狭一丁目 → グリーンヒル入口→ 西埼玉中央病院 → グリーンヒル入口 → 若狭一丁目 → 狭山ヶ丘駅西口
- 大成交通専用タクシー乗り場　病院外来玄関横に有り